# Badagarakeri, Virajpet
Badagarakeri là một làng thuộc tehsil Virajpet, huyện Kodagu, bang Karnataka, Ấn Độ.